# مغامرة طيارة
مغامرة طيارة (بالإنجليزية: TaleSpin) هو مسلسل رسوم متحركة أمريكي من إنتاج ديزني تيليفشن أنيمايشن. عُرض لأول مرة عام 1990 كعرض تمهيدي على قناة ديزني. تم دبلجته بالعربية. ويضم إصدارات مجسمة لشخصيات مقتبسة من فيلم الرسوم المتحركة الذي أنتجته شركة ديزني عام 1967 بعنوان كتاب الأدغال، والذي أعيد عرضه في دور العرض السينمائي في الصيف قبل عرضه لأول مرة في الخريف.

## وصلات خارجية
- مغامرة طيارة على موقع IMDb (الإنجليزية)
- مغامرة طيارة على موقع ميتاكريتيك (الإنجليزية)
- مغامرة طيارة على موقع كينوبويسك (الروسية)
- مغامرة طيارة على موقع ألو سيني (الفرنسية)
- مغامرة طيارة على موقع قاعدة بيانات الفيلم (الإنجليزية)